# Martin Dostál
Martin Dostál (ur. 23 września 1989 w Pradze) – czeski piłkarz występujący na pozycji obrońcy w czeskim klubie Bohemians 1905. W swojej karierze grał także w Slavii Praga, Baníku Ostrawa oraz Unionie Čelákovice.

## Kariera klubowa
Wychowanek Slavii Praga. W sezonie 2010/2011 został włączony do pierwszego składu, prowadzonego przez Michala Petrouša i wypożyczony do Unionu Čelákovice. W Slavii zadebiutował 25 lutego 2011, w wyjazdowym meczu 18. kolejki 1. Gambrinus ligi, z Zbrojovką Brno. 15 września 2015, w ramach transakcji wiązanej, trafił na wypożyczenie, wraz z Markiem Červenką, do Baníka Ostrawa.